# Parc naturel national de la forêt de Homilsha
Le parc naturel national de la forêt de Homilsha (en ukrainien : Гомільшанські ліси) est un Parc national situé dans l’oblast de Kharkiv, au nord-est de l’Ukraine. Il protège des forêts établies dans la vallée de la rivière Donets.
Il se situe dans la raïon de Tchouhouïv, à cinquante kilomètres au sud de Karkhiv, dans la forêt de Homilsha, près des villages de Velyka Homilsha et Sukha Homilsha. Le site a une grande valeur écologique en tant que terre de steppe forestière.

## Histoire
Le parc a été créé par le décret présidentiel du 6 septembre 2004 pour protéger la faune et la flore de la rivière Donets, le principal affluent du Don. Il a été remarqué et protégé dès Pierre Ier le Grand pour le bois destiné à la construction de bateaux. En 1914, des scientifiques de l'université de Kharkiv proposèrent de protéger cette zone ; une partie en fut protégée en 1932 puis en 1972. 

## Écologie
Le parc est composé d’une série d’aires protégées et récréatives le long des deux rives du cours moyen de la rivière Donets et de la rivière Gomolshy. La rive droite de la rivière est constituée d’éperons vallonnés des hauts plateaux de la Russie moyenne, s’étendant jusqu’à 100 mètres au-dessus de la rivière. La rive gauche est généralement une plaine plate. Les forêts sont bordées de plaines humides et inondables, avec de nombreux petits lacs.
50 espèces de poissons se trouvent dans les lacs et les cours d’eau, 153 espèces d’oiseaux et 53 espèces de mammifères. 850 espèces de plantes ont été recensées dans le parc, dont 138 sont classées comme rares.

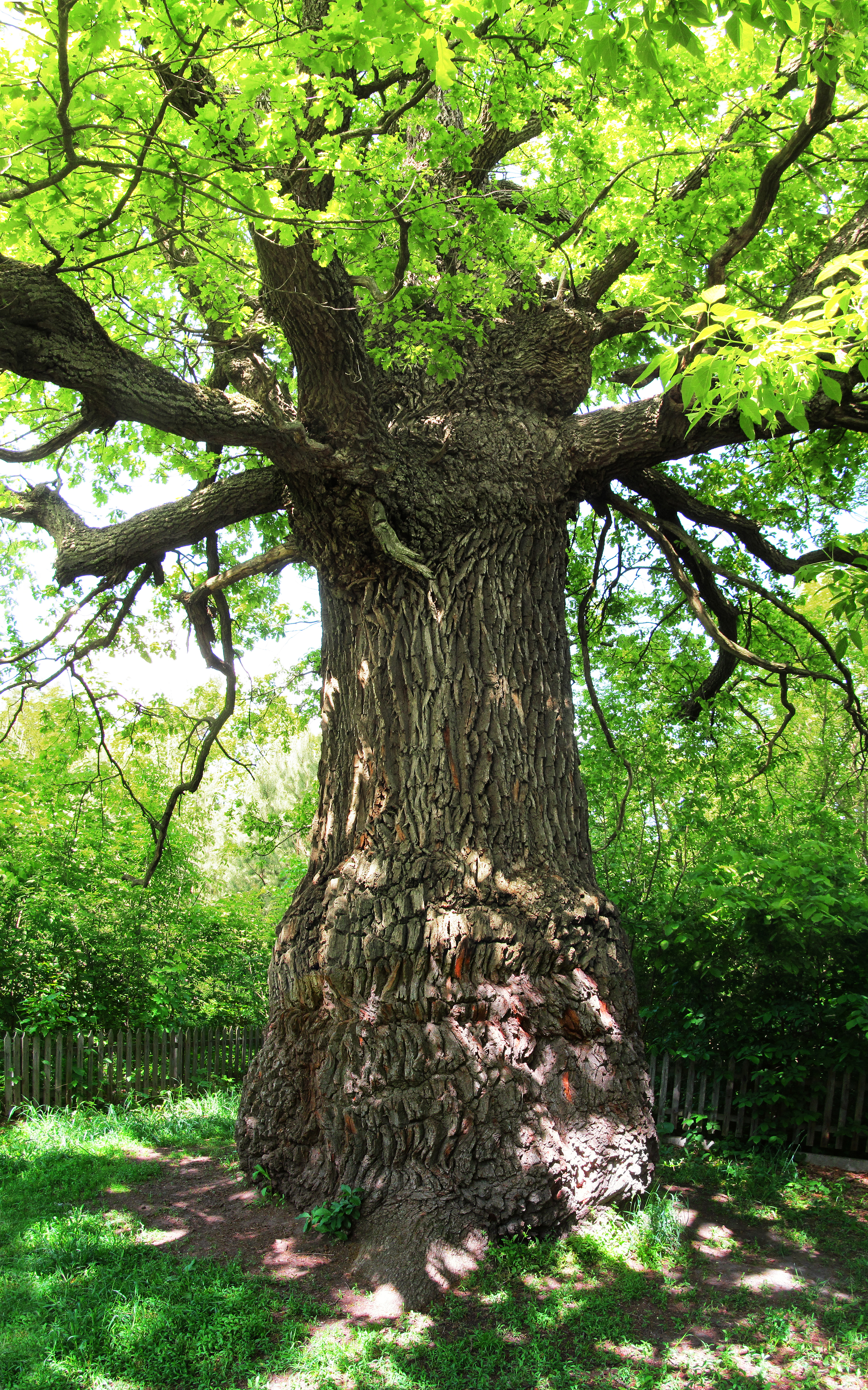
Un chêne.
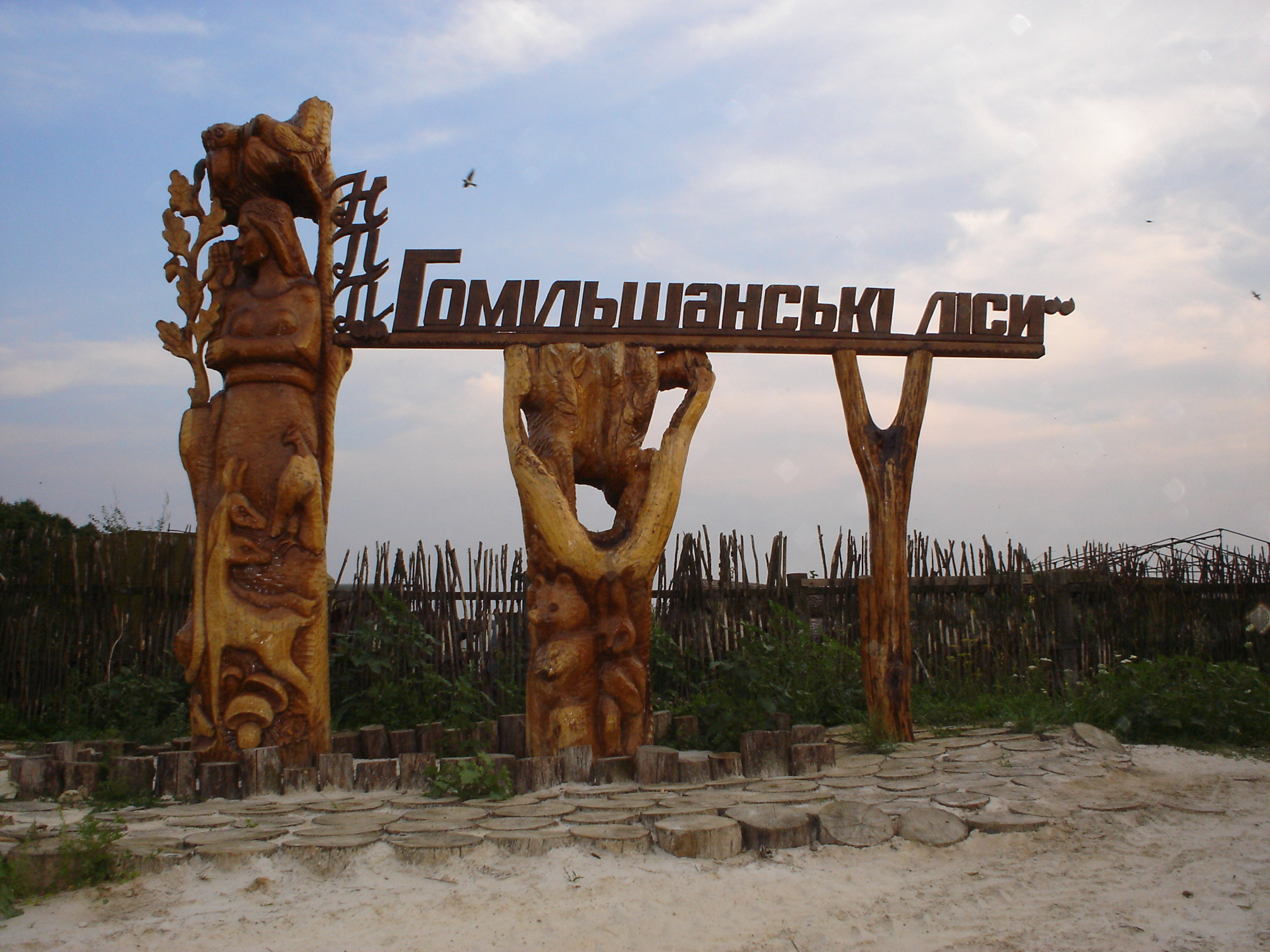
Entrée du parc.
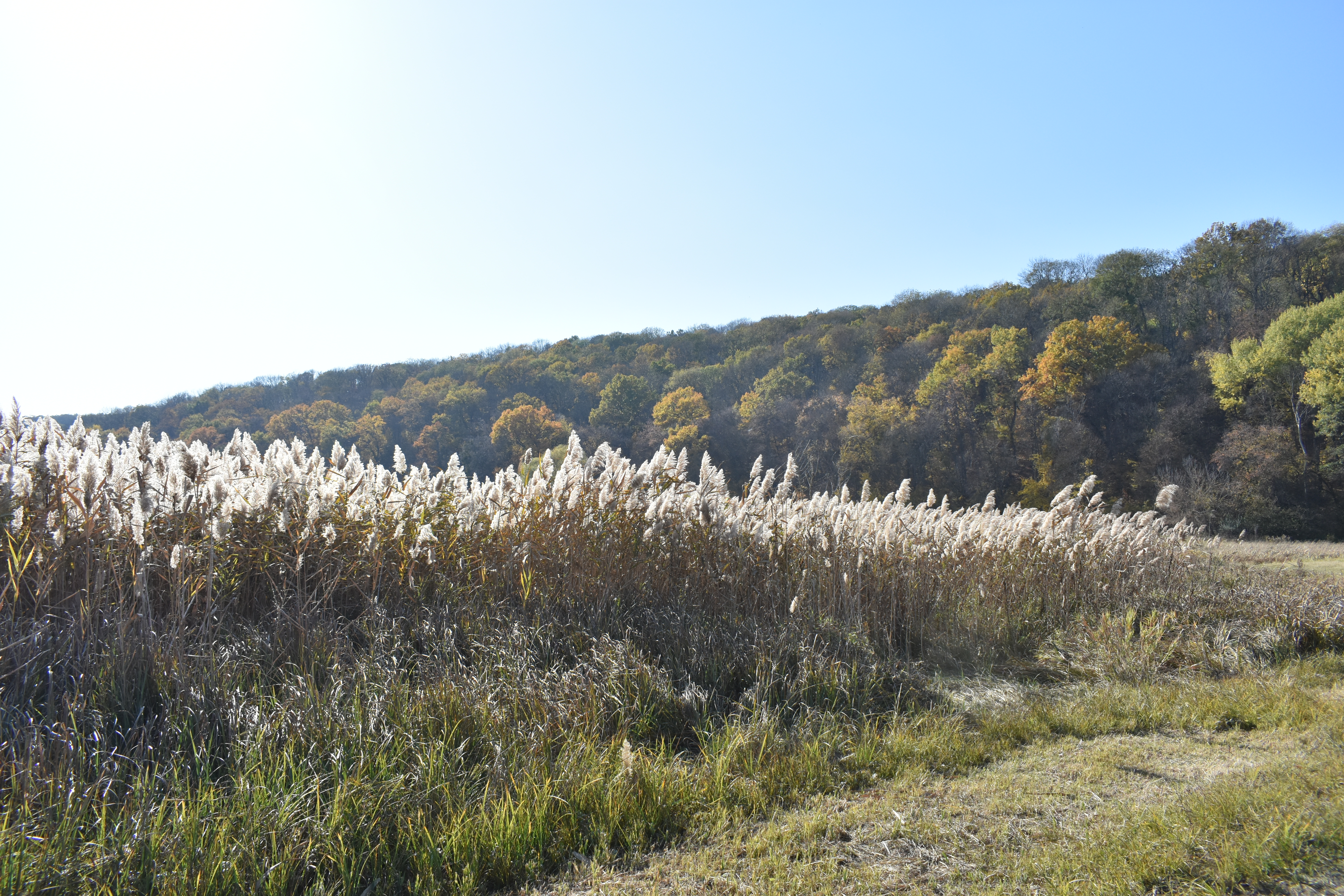
Vue de la forêt.
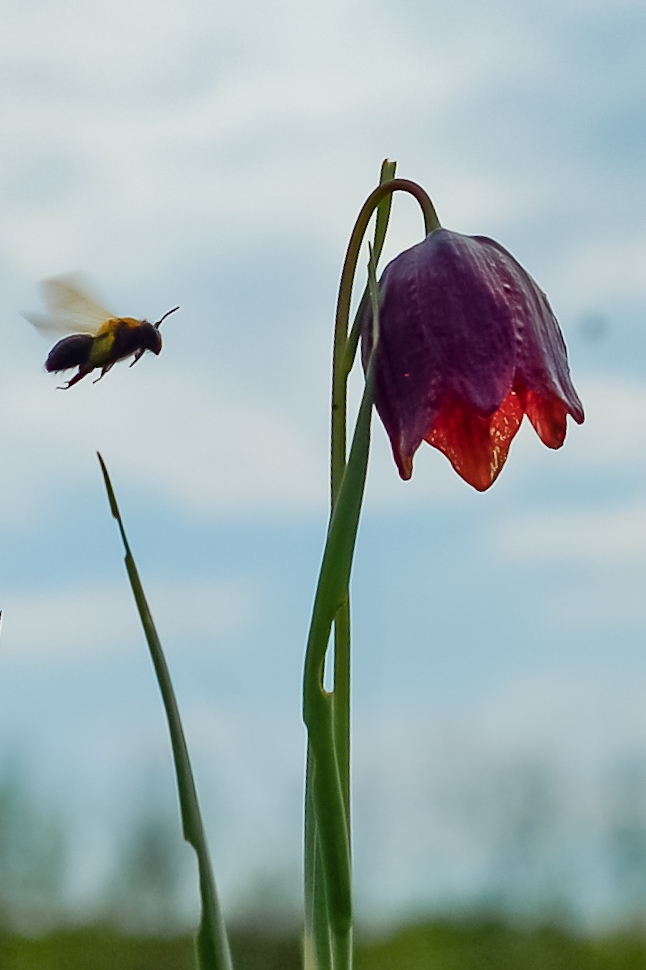
Fleur et abeille à l’approche.
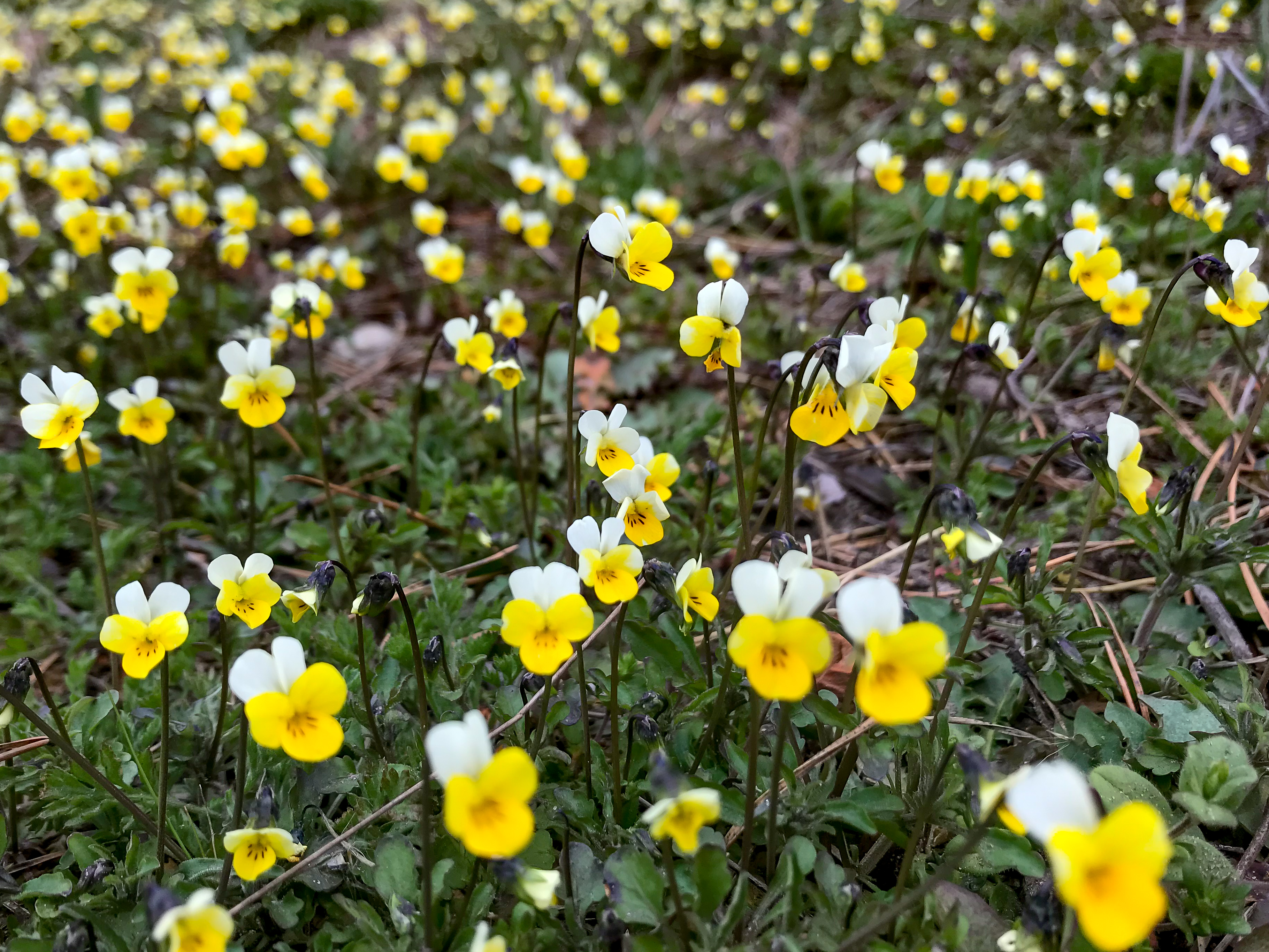
Fleurs sauvages.

## Tourisme
Il existe cinq grands itinéraires de randonnée et des excursions guidées sont disponibles. Des itinéraires de randonnée plus courts permettent d’accéder à des monuments historiques et culturels. La direction du parc parraine des programmes éducatifs, ainsi que des projets scientifiques et de recherche. Il y a des hébergements identifiés le long de la rivière. La baignade est autorisée dans les zones désignées.